# Dimitri Champion
Pour les articles homonymes, voir Champion (homonymie).
Dimitri Champion, né le 6 septembre 1983 à La Rochelle, est un coureur cycliste français. Professionnel de 2007 à 2012, il est devenu en 2009 champion de France sur route.

## Biographie
Après être passé par les clubs de l'UV Sainte-Genevieve-des-bois, d'Aubervilliers et de Corbeil-Essonnes, Dimitri Champion rejoint le CA Mantes-la-Ville 78 en 2005. Il remporte cette année-là le titre de champion de France espoirs du contre-la-montre, le Chrono des Herbiers espoir, l'étape du Tour Alsace arrivant au sommet du ballon d'Alsace et les Boucles de la Marne, épreuve de la coupe de France des clubs. Faute de trouver un contrat professionnel, il est engagé par l'équipe Vendée U, réserve de l'équipe professionnelle Bouygues Telecom, en 2006. Il devient champion de France amateur en juin à Chantonnay. Il est deuxième du classement national FFC à la fin de cette saison.
Dimitri Champion devient coureur professionnel en 2007 au sein de l'équipe Bouygues Telecom. Il obtient ses meilleurs résultats lors des championnats de France, se classant deuxième du contre-la-montre en 2007 et quatrième de la course en ligne en 2008. Il participe deux fois au Tour d'Espagne. À sa surprise, il n'est pas conservé au sein de l'équipe Bouygues Telecom à la fin de l'année 2008. En 2009, il rejoint l'équipe continentale Bretagne-Schuller avec laquelle il remporte le Tour du Finistère et le championnat de France de cyclisme sur route. Son équipe n'étant pas sélectionnée pour le Tour 2009, il s'aligne et remporte l'étape du Tour Mondovélo arrivant au Mont Ventoux. En septembre 2009, il s'engage dans l'équipe AG2R La Mondiale.
Au printemps 2010, il participe pour la première fois au triptyque ardennais (Amstel Gold Race, Flèche wallonne et Liège-Bastogne-Liège). Il termine 95e de l'Amstel à 10 minutes 31 secondes du vainqueur Philippe Gilbert et s'échappe lors de la Flèche avant d'être repris en haut de la deuxième montée du mur de Huy. Il remporte cependant le prix des monts de la classique. En juillet, il participe pour la première fois au Tour de France. Il en prend la 160e place. Après cette course, il est opéré d'une bursite au pied droit et est privé de compétition pendant plusieurs mois. En avril 2011, une chute lors de la course Paris-Camembert lui cause un traumatisme crânien et une fracture d’une apophyse transverse de L5,.
En 2012, Dimitri Champion rejoint l'équipe Bretagne-Schuller pour un contrat prévu de deux ans. Cependant, il n'obtient pas les résultats espérés lors de la première saison et n'est pas conservé par ses dirigeants en fin d'année. Champion quitte alors le monde professionnel, s'engage dans l'équipe amateur Peltrax-CS Dammarie-lès-Lys et décide de créer une entreprise consacrée à l'aménagement et l'entretien d'espaces verts.

## Palmarès
- 2004
  - Champion d'Île-de-France du contre-la-montre espoirs
  - 1re étape du Critérium des Deux Vallées
  - Trèfle Dordogne-Monts du Cantal :
    - Classement général
    - 1re et 3e (contre-la-montre) étapes

  - Prix de Soissons
  - Prix de Coucy-le-Château
  - Prix des Foires de Loches
  - 2e du championnats de France du contre-la-montre espoirs
- 2005
  -  Champion de France du contre-la-montre espoirs
  - 4e étape du Tour Alsace
  - Boucles de la Marne
  - Trio normand (avec Yoann Offredo et Stéphane Rossetto)
  - Chrono des Herbiers espoirs
  - 3e du Grand Prix de Saint-Hilaire-du-Harcouët
  - 3e du Grand Prix de la Tomate
- 2006
  -  Champion de France sur route amateurs
  - 4e étape du Circuit des plages vendéennes
  - Circuit de la vallée de la Loire
  - Grand Prix d'Availles-Limouzine
  - 6e étape du Tour de Guadeloupe
  - 2e du Tour des Deux-Sèvres
  - 3e du Tour du Canton de Saint-Ciers
  - 3e des Boucles de la Marne
  - 3e du Chrono de Tauxigny
- 2007
  - 2e du championnat de France du contre-la-montre
- 2009
  -  Champion de France sur route
  - Grand Prix de Saint-Hilaire-du-Harcouët
  - Classement général du Circuit des Ardennes international
  - Tour du Finistère
  - 1re étape du Kreiz Breizh Elites
  - Étape du Tour
  - 2e de la Boucle de l'Artois

## Résultats sur les grands tours

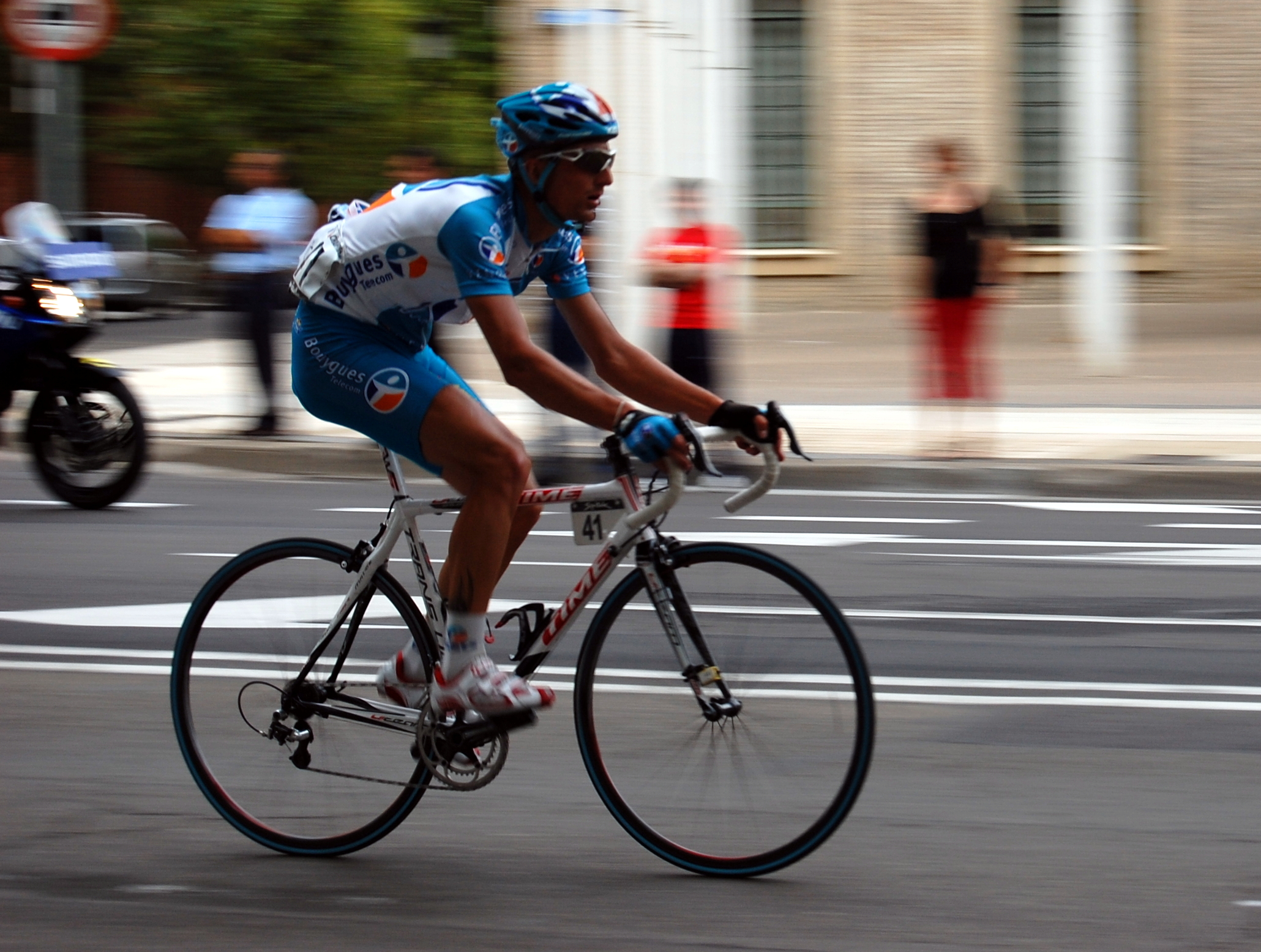
Dimitri Champion durant le Tour d'Espagne 2008

### Tour de France
1 participation
- 2010 : 160e

### Tour d'Espagne
3 participations
- 2007 : abandon (14e étape)
- 2008 : 106e
- 2011 : 95e

## Classements mondiaux
| Année                  | 2005 | 2006 | 2007 | 2008 | 2009 | 2010 | 2011 | 2012  |
| ---------------------- | ---- | ---- | ---- | ---- | ---- | ---- | ---- | ----- |
| Calendrier mondial UCI |      |      |      |      |      | 259e |      |       |
| UCI Europe Tour        | 878e | 505e |      |      | 20e  |      |      | 1026e |